# Назаренко, Иван Дмитриевич
Иван Дмитриевич Назаренко (16 августа 1908, Борки — 9 июня 1985, Киев) — украинский советский партийный деятель, историк, философ, доктор философских наук (с 1962 года), профессор (с 1964 года), общественно-политический и государственный деятель.

## Биография
Родился 16 августа 1908 года в селе Борки (ныне Великобагачанского района Полтавской области) в бедной крестьянской семье. Окончил четырёхклассную школу в селе Борки, семилетнюю школу в селе Белоцерковке, учился в сельскохозяйственной профшколе в Красногоровке. С 1922 года работал в хозяйстве родителей.
В 1922 году стал членом комсомола. Работал в райкоме комсомола, был председателем комитета бедноты. В 1925-1930 годах был на комсомольской работе в Полтавской округе и в ЦК ЛКСМУ.
Член ВКП(б) с 1929 года. В 1930-1935 годах учился в Харьковском электротехническом институте, который окончил в 1935 году, одновременно, в 1933-1935 годах учился в аспирантуре на философском отделении Института красной профессуры. 1936-1941 годах — преподаватель, заведующий кафедрой диалектического и исторического материализма и кафедры основ марксизма-ленинизма в харьковских вузах (стоматологическом, 2-м медицинском, электротехническом институтах). В 1941 году исполнял обязанности секретаря парткома Харьковского электротехнического института.
Участвовал в Великой Отечественной войне. В 1941 году — комиссар дивизии народного ополчения в Харькове. В 1942 году — партийный организатор ЦК ВКП(б) завода в Тюмени. В 1942-1943 годах — главный редактор Политического издательства при ЦК КП(б)У (в городе Саратове, а затем в Москве). В 1943-1944 годах — заведующий отделом пропаганды и агитации Харьковского областного комитета КП(б)У.
В 1944-1945 годах — секретарь Харьковского областного комитета КП(б)У по пропаганде и агитации.
С мая 1945 по 1946 год — заместитель заведующего Отдела пропаганды и агитации ЦК КП(б)У, 1-й заместитель начальника Управления пропаганды и агитации ЦК КП(б)У, начальник Управления пропаганды и агитации ЦК КП(б)У. Одновременно, с октября 1945 году — редактор журнала «Пропагандист и агитатор».
С 10 июля 1946 по 28 мая 1948 года — секретарь ЦК КП(б)У по пропаганде и агитации. В 1947-1948 годах учился в Академии общественных наук при ЦК ВКП(б), защитил кандидатскую диссертацию по философии. С 28 января 1949 по 26 июня 1956 года — секретарь ЦК КП(б)У. Одновременно, с октября 1949 года по апрель 1950 года исполнял обязанности заведующего отделом пропаганды и агитации ЦК КП(б)У. 28 января 1949 года по 23 сентября 1952 года — член Организационного бюро ЦК КП(б)У.
В сентябре 1956-1974 годах — директор Института истории партии при ЦК КП Украины. С 1974 года на пенсии. В 1976-1982 годах — заместитель председателя правления Украинского общества охраны памятников истории и культуры. Проживал в Киеве.
С 28 января 1949 по 10 февраля 1976 года член ЦК КП(б)У. С 15 апреля 1950 по 26 июня 1956 года — член Политбюро, бюро Президиума ЦК КП(б)У. Избирался депутатом Верховного Совета СССР 3-4-го созывов, Верховного Совета УССР 2—8 созывов (1947—1975).
Умер в Киеве 9 июня 1985 года. Похоронен на Байковом кладбище (участок № 50).

## Награды
Лауреат Ленинской премии (1964 год). Награждён орденом Ленина, двумя орденами Трудового Красного Знамени (в частности 28 августа 1944 года за достижения в деле восстановления народного хозяйства города Харькова и Харьковской области, разрушенного немецкими захватчиками), орденом «Знак Почета».

## Научная деятельность
Был членом редколлегий многотомных фундаментальных трудов:
- «История Коммунистической партии Советского Союза» (тома 1-4, Москва, 1964—1970);
- «Советская энциклопедия истории Украины»;
- «Украинская советская энциклопедия»;
- «История городов и сел Украинской ССР» в 26-ти томах и другое.

Труды:
- «Общественно-политические, философские и атеистические взгляды Т. Г. Шевченко». М., 1961 (2-е изд., дополненное — М., 1964);
- «Т. Г. Шевченко — борец против идеализма и религии». К., 1961;
- «Очерки истории Коммунистической партии Украины». К., 1964 (в соавторстве); К., 1971 (в соавторстве);
- «Украинская ССР в период гражданской войны 1917—1920 гг.», т. 1-3. К., 1967-70 (в соавторстве);
- «Украинская ССР в Великой Отечественной войне Советского Союза (1941—1945)», т. 1-3. К., 1967-69 (в соавторстве);
- «Под ленинским знаменем (В. И. Ленин и революционно-освободительная борьба трудящихся Украины в трех российских революциях)». К., 1978.